# VEF I-16
VEF IRBĪTIS I-16 — лёгкий одномоторный истребитель с неубираемым шасси, разработанный латвийской фирмой Irbītis и заводом ВЭФ. Конструктор самолёта Карлис Ирбитис. Самолёт представлял собой цельнодеревянный низкоплан с двигателем воздушного охлаждения. Было построено 3 самолёта. В 1940 году после вхождения Латвии в СССР проходил испытания в ВВС СССР, а после оккупации Германией — в люфтваффе. По некоторым сведениям, самолётом I-16 заинтересовалась Германия, но только для тренировки пилотов люфтваффе.

## Лётно-технические характеристики
Технические характеристики
- Экипаж: 1 чел.
- Длина: 7,30 м
- Размах крыла: 8,23 м
- Высота: 2,40 м
- Площадь крыла: 11,43 м²
- Масса пустого: 1100 кг
- Нормальная взлётная масса: 1540 кг
- Силовая установка: 1 × ПД Walter Sagitta I-SR
- Мощность двигателей: 1 × 454 л. с.

Лётные характеристики
- Практическая дальность: 400 км
- Практический потолок: 8000 м

Вооружение
- Стрелково-пушечное: 
2 × 20-мм пушки и 
2 × 7,9-мм пулемёта